# Sphingidites weidneri
Sphingidites weidneri är en fjärilsart som beskrevs av Kernbach 1967. Sphingidites weidneri ingår i släktet Sphingidites och familjen svärmare. Inga underarter finns listade i Catalogue of Life.